# Norrlandsbrigad 63
Norrlandsbrigad 63 och senare Norrlandsbrigad 69R var en svensk krigsförbandstyp som existerade mellan 1963 och 1985. Förbandet organiserades inledningsvis som försöksförband vid I 19 i Boden.

## Norrlandsbrigadernas utveckling
| ORG NB 63/69R | Upprättad | Senare beteckning | Plattform | Namn                  | Anmärkning         |
| ------------- | --------- | ----------------- | --------- | --------------------- | ------------------ |
| NB 19         | 1964      | MekB 19 (1994)    | I 19/P 5  | Norrbottensbrigaden   | Omorganiserad 1994 |
| NB 20         | 1964      | —                 | I 20      | Vildmannabrigaden     | Avvecklad 1971     |
| NB 35         | 1963      | NB 5 (1994)       | I 5       | Fältjägarbrigaden     | Avvecklad 2000     |
| —             | —         | NB 13 (1984)      | I 13      | Dalabrigaden          | Avvecklad 2000     |
| NB 50         | 1965      | NB 20 (1994)      | I 20      | Lapplandsbrigaden     | Avvecklad 1997     |
| NB 51         | 1972      | NB 21 (1994)      | I 21      | Ångermanlandsbrigaden | Avvecklad 2000     |